# Eugénie Sorandi
Eugénie Sorandi. född den 5 oktober 1844 i Lyon, död den 27 januari 1914 i Cannes, var en italiensk operasångerska. 
Första gången denna sedermera i Stockholm så populära och omtyckta sångerska lät höra sig i den svenska huvudstaden var den 5 oktober 1867 i Berns salonger. Det var ett av åtskilliga olikartade element sammansatt sällskap som då började en sejour i nämnda konsertlokal: signora Eugénie Sorandi från Paris, tenorsångaren Ferdinando Ambrosi från Turin, solodansören Enrichete Sprizzi från Milano och balettmästaren J. Hölzer från Theater an der Wien. Av dessa artister var det särdeles de båda förstnämnda som väckte uppseende. De utförde den kvällen scener ur operan La Traviata i kostym. "Deras friska och klangfulla röster, deras af liffull itataliensk brio genomandade föredrag verkade formligen elektriserande på Stockholmspubliken", heter det i Europas konstnärer. Med anledning av denna succé beslöt Kungliga teaterdirektionen att erbjuda dem ett gästspel på operascenen, ett anbud som också mottogs av dem båda och som utföll i alla avseenden lyckligt. Signora Sorandi var en utmärkt koloratursångerska och en ganska god skådespelerska, i synnerhet i komisk opera. Hennes Rosina i Barberaren i Sevilla var hennes avgjort bästa roll. 
"Hon inlade i den så mycket naturlig grazie, så mycken naiv uppsluppenhet och så mycken skälmaktig munterhet, att hon med ens blef Stockholmspublikens förklarade gunstling. Den lilla behagliga sångerskan trippade, drillade och skrattade så öfvergifvet barnsligt och gladt att hon helt och hållet tog både publik och kritik med storm — det var omöjligt för någon af dessa dömande partier att visa sig surmulen eller missnöjd inför så mycken osökt natur och ett så förfinadt koketteri att det såg ut som det helt och hållet hörde till hennes väsende, så väl klädde det den lilla svartlockiga elfvan."